# Henrietta (Wisconsin)
Henrietta è un comune degli Stati Uniti, situato in Wisconsin, nella Contea di Richland.